# Віктор Лазнічка
Віктор Лазнічка (чеськ. Viktor Láznička; нар. 9 січня 1988, Пардубице) — чеський шахіст, гросмейстер від 2006 року.

## Перші роки
У шахи навчився грати в шість років і почав швидко прогресувати, граючи в юніорських турнірах і здобуваючи багато призових місць у національному чемпіонаті у різних вікових категоріях. Серед його здобутків перемоги в категорії до 10 років (1997) і до 12-ти (1998 і 1999). Також посів 2-ге місце в категорії до 18 років у 2001 році.
2005 року на чемпіонаті Європи серед юніорів, що проходив у Херцегу-Новому, став бронзовим призером у категорії до 18 років.
Після закінчення школи вступив до Карлового університету в Празі, щоб вивчати там ділове адміністрування.

## Результати на міжнародних змаганнях
На початку своєї турнірної кар'єри став одним із переможців у Оломоуці 2002 і в Маріанських Лазнях 2003. Досягнув успіху у Брно у 2005 році й там само 2006 року виграв чемпіонат Чехії. Це був також рік, коли він досягнув титулу гросмейстера і почав свою олімпійську кар'єру, показавши найкращий результат в особистому заліку серед товаришів по збірній на 37-й олімпіаді в Турині.
2007 року поділив 1-ше місце на чемпіонаті Чехії (з Властімілом Бабулою), що відбувся в його рідному місті. Кваліфікувався на кубок світу 2007, але там його вибив у першому раунді сильний польський шахіст Бартоломей Мацея.
2008 року поділив перемогу з Крішнаном Сашикіраном у Калькутті й був оголошений переможцем за додатковими показниками. Потім поділив 2-ге місце на Відкритому особистому чемпіонаті ЄС у Ліверпулі, позаду Яна Верле (разом з такими високорейтинговими гравцями, як Майкл Адамс і Найджел Шорт). У грудні 2009 року поділив 1-4-те місця з Георгом Меєром, Хуліо Грандою і Кірілом Георгієвим на 19-му турнірі Магістраль Памплона. У червні 2010, він виграв турнір під назвою City of Good Wine Rapid у Густопече.
У липні 2010 року посів чисте 1-ше місце на Всесвітньому відкритому шаховому турнірі, показавши результат 7½ з 9.
Лазнічка мав кількох тренерів під час своєї шахової кар'єри, але останнім часом його наставником є Сергій Мовсесян — високорейтинговий словацький гравець і один з його товаришів по команді в чемпіонаті Чехії.
Неодноразово представляв збірну Чехії на командних змаганнях:
- чотири рази на шахових олімпіадах (2006, 2008, 2010, 2012)[3],
- чотири рази на командних чемпіонатах Європи (2007, 2009, 2011, 2013)[4].

Найвищий рейтинг Ело в кар'єрі дотепер мав станом на 1 січня 2012 року, досягнувши тоді 2704 пункти, посідав тоді 40-ве місце в рейтинг-листі ФІДЕ і 2-ге місце серед чеських шахістів (після Давида Навари).

## Зміни рейтингу
| На цьому місці має відображатися графік чи діаграма, однак з технічних причин його відображення наразі вимкнено. Будь ласка, не видаляйте код, який викликає це повідомлення. Розробники вже працюють для того, щоби відновити штатне функціонування цього графіка або діаграми. | |
| | На цьому місці має відображатися графік чи діаграма, однак з технічних причин його відображення наразі вимкнено. Будь ласка, не видаляйте код, який викликає це повідомлення. Розробники вже працюють для того, щоби відновити штатне функціонування цього графіка або діаграми. |